# Parafia Przenajświętszej Trójcy w Krzywaczce
Parafia Przenajświętszej Trójcy w Krzywaczce – parafia rzymskokatolicka należąca do dekanatu Sułkowice. Została erygowana w 1452. 